# グジュラート駅
グジュラート駅（グジュラートえき、ウルドゥー語: گجرات ریلوے اسٹیشن 、英: Gujrat Railway Station）はパキスタン・イスラム共和国パンジャーブ州グジュラート県グジュラート市にある駅である。
当駅は、カラチ-ペシャーワル本線における重要な駅となっている。
当駅は、グジュラート市とその周辺地域の駅として利用されている。
当駅には3面のプラットホームがあり、1番線プラットホームが最も使用されている。
1番線プラットホームでは、小さな屋台を何店か見ることができる。
ラホール - ラーワルピンディー間で運行されているほぼ全ての旅客列車は、当駅に停車している。